# Plexaura dubia
Plexaura dubia is een zachte koraalsoort uit de familie Plexauridae. De koraalsoort komt uit het geslacht Plexaura. Plexaura dubia werd in 1865 voor het eerst wetenschappelijk beschreven door Kölliker. 